# Rhea americana
El ñandú común o choique pampeano (Rhea americana), es una especie de ave rheiforme de la familia Rheidae. Se encuentra exclusivamente en Sudamérica. Aunque no pertenece a la misma familia, también es llamado "avestruz", debido a que así le llamaron los colonizadores europeos, al asociar el parecido del ñandú al de un animal similar ya conocido por ellos en el Viejo Mundo, el avestruz africano.
Pertenece al orden de los Rheiformes, siendo el género Rhea el único de dicho orden que no se ha extinto. Si bien se ha propuesto su incorporación al orden de los estrutioniformes, propio del avestruz, junto a los emúes, los casuarios y las extintas moas; su relación con el orden de los avestruces no deja de ser controvertida.
Se trata de un ave corredora, incapaz de volar, adaptada principalmente a las llanuras, aunque algunas subespecies se encuentran en zonas de parque cuasi-selvático, y otras se encuentran en regiones bastante montañosas o, en todo caso, de mesetas. Es el ave más grande de América. Es también notable por sus hábitos reproductivos.
Más de 60 de ellos se han establecido de manera silvestre en Alemania, cerca de  Lübeck, al romperse una valla de un centro de cría.

## Nombres comunes
Por su aspecto semejante al de un avestruz aún se le suele dar el nombre que en el siglo XVI le dieran los españoles: primero “avestruz indiano” y luego “avestruz americano”. La palabra “ñandú” deriva del guaraní ñandu guasu, que significa “araña grande”, muy probablemente por un conjunto de relaciones metafóricas: el plumaje del ñandú recuerda a las arañas peludas de la Cuenca Amazónica. Otros nombres muy generalizados con que se le conoce son el quechuismo “suri” o “surí” y el mapuchismo o araucanismo “choique” (de choyke').
Las crías pequeñas de ñandú son llamadas “charitos”, y los ñandúes jóvenes (a los que se les atribuye mucha torpeza) son llamados “charavones” (o “charabones”).
En la actualidad el nombre «ñandú» abarca tanto a esta especie como a la especie Rhea pennata.

## Taxonomía

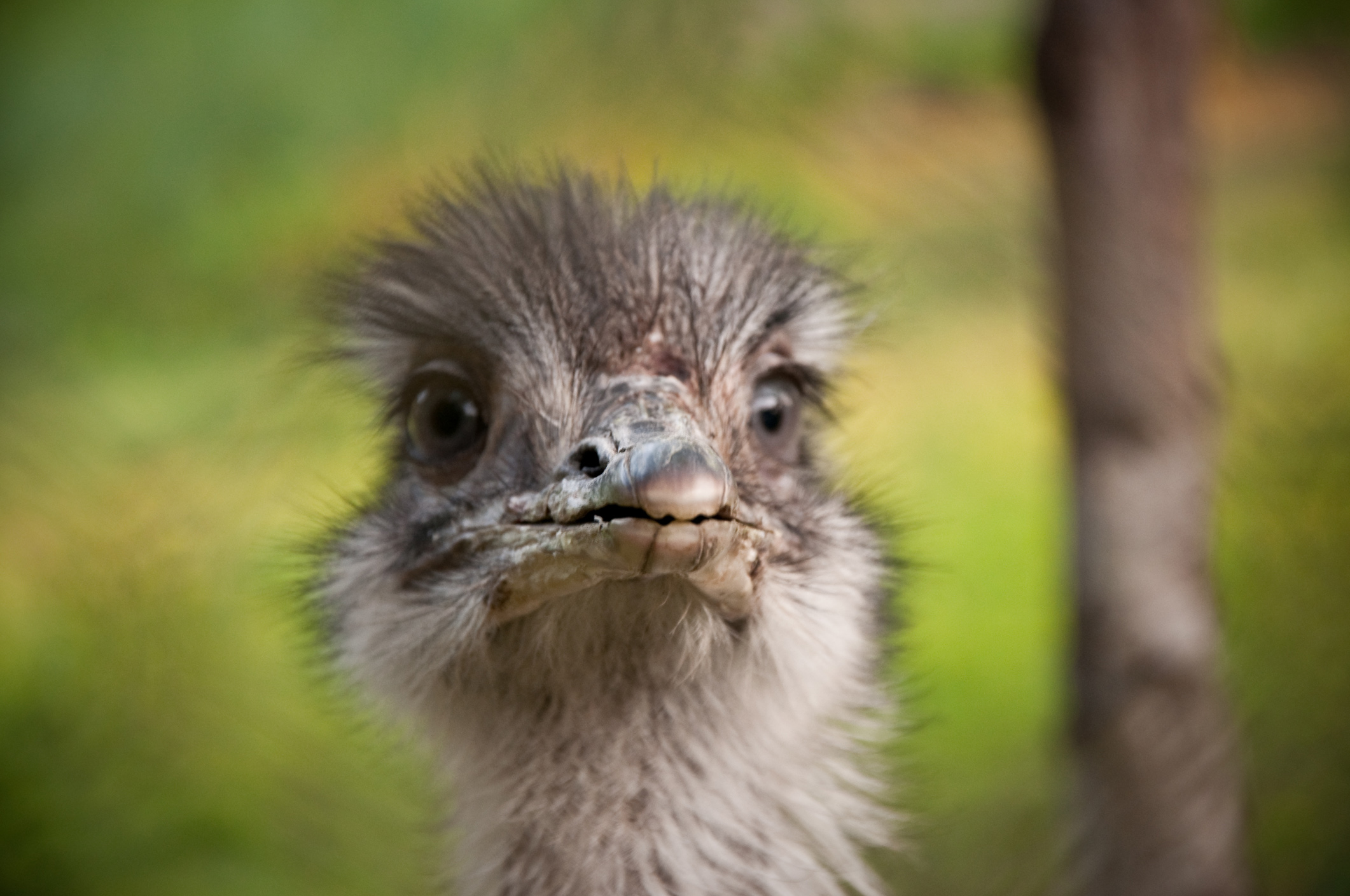
Ñandú en reserva Guaycolec, Formosa, Argentina.

El nombre científico de la especie fue dado en 1758 por Carlos Linneo. Las razones para elegir el nombre científico del género, de la mitología clásica, son desconocidas.
Existen cinco subespecies:
- Rhea americana americana - centro y noreste de Brasil (Río Grande del Norte) al sur de Brasil (sur a São Paulo y Paraná)
- Rhea americana araneipes - oeste de Brasil (sur de Rondonia y Mato Grosso), este de Bolivia y oeste de Paraguay (región del chaco).
- Rhea americana intermedia - extremo sur de Brasil (Río Grande del Sur), y Uruguay.
- Rhea americana nobilis - este de Paraguay (al este del Río Paraguay).
- Rhea americana albescens - sur de Bolivia y llanuras del noreste y centro de Argentina hasta la provincia de Río Negro, en el norte de la Patagonia.

## Descripción

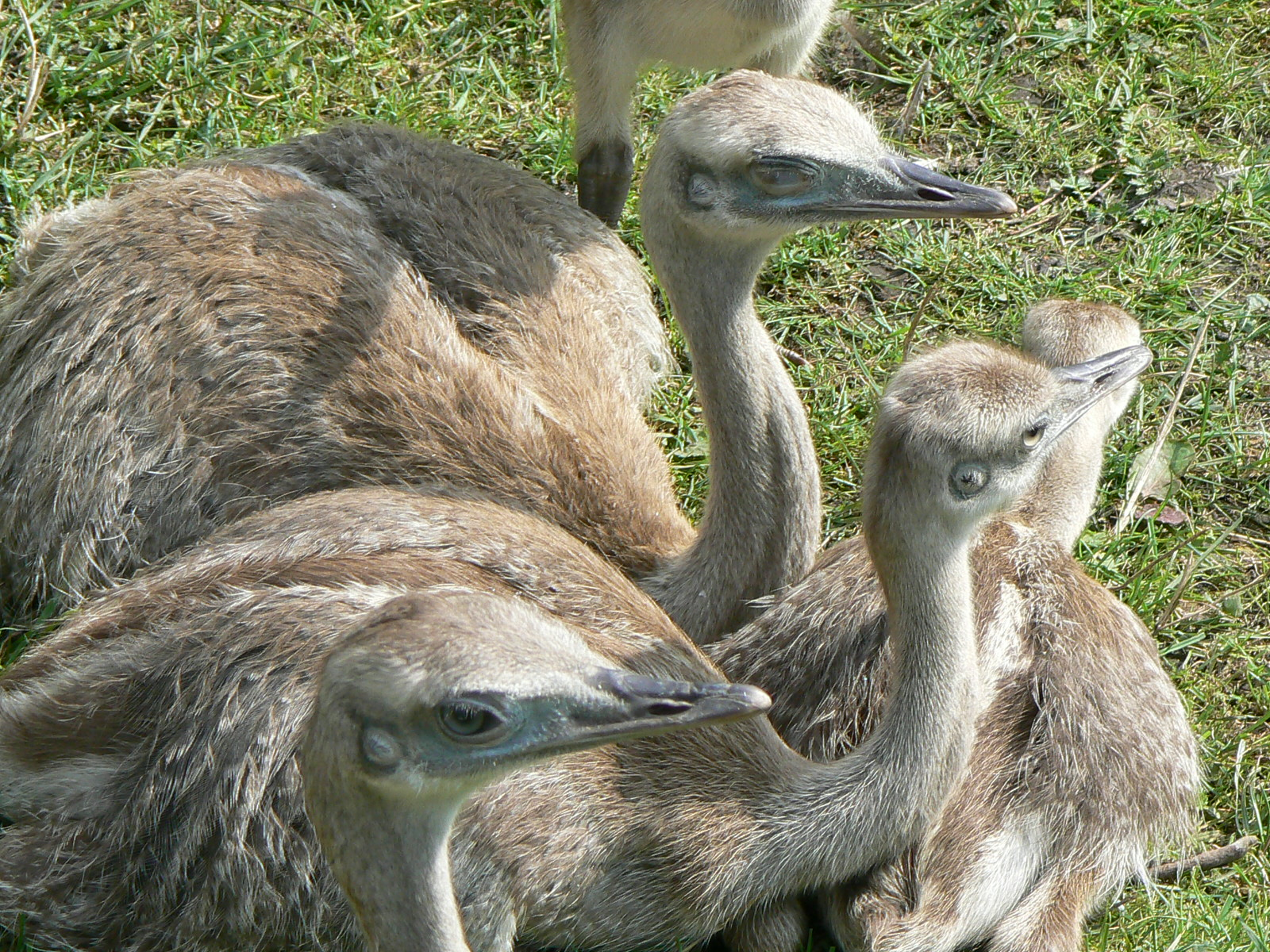
Pollos de ñandú.

El macho alcanza una altura de 1,50 m, y la hembra 1,20 m; el peso es de aproximadamente 30 a 35 kg en el macho y alrededor de los 25 kg en la hembra.
Las patas, desprovistas de plumas, están desarrolladas y adaptadas para la carrera, y terminan en tres dedos, con una robusta uña comprimida lateralmente en cada dedo. El cuello es largo y las alas inútiles para el vuelo, solo utilizadas para dar equilibrio al cuerpo durante el giro en la carrera. La cabeza, pequeña y de color ceniciento, está dotada de un pico fuerte, del mismo tamaño que la cabeza, deprimido y ancho en la base. En la base del cuello, en el pecho y en la parte superior de la cabeza la coloración es negra, siendo en el macho más destacado esta coloración negra en las partes mencionadas, mientras que el resto del cuerpo es gris.
Alrededor de los ojos y oídos no posee plumas, sino que están rodeados estos por piel rugosa.
En cuanto al esqueleto, cabe mencionar la falta de quilla a nivel del esternón, característica común en las aves corredoras.
Sus largas patas recuerdan a las que tienen las arañas del tipo tarántula; la misma semejanza también sucede con su plumaje, por lo cual el ñandú en ocasiones puede aparentar remotamente ser una gigantesca araña cuando está echado, durmiendo.

## Anatomía del peritoneo del aparato digestivo
La cavidad peritoneal está dividida en dos partes: una anterior (craneal), que representa aproximadamente 1/3, y una posterior (caudal), que representa aproximadamente 2/3 del total del abdomen. En la parte posterior (caudal) está la totalidad del intestino y el páncreas, mientras que en la parte anterior están el hígado y la vesícula biliar. El peritoneo en general es grueso, fuerte y compartimentado; esto hace suponer que se trata de una adaptación para la carrera, al permitir un fuerte sostén de las vísceras abdominales.

## Comportamiento
El ñandú es polígino, cortejando cada macho entre 2 y 12 hembras. El macho construye un nido, en el que las hembras depositarán sus huevos, siendo el macho el encargado de incubarlos y, aunque suele ser un ave muy pacífica, se vuelve particular y repentinamente peligrosa cuando se encuentra empollando.
Es omnívoro: come semillas, granos, frutos, insectos, batracios, reptiles, mamíferos pequeños y pichones de ave.
Las poblaciones ubicadas en los matorrales de Brasil y Argentina son menos susceptibles al acercamiento humano, probablemente al buen trato recibido por parte de los agronomós del territorio, en cambio, poblaciones más cercanas a poblados son susceptibles y hasta peligrosas.
Su mecanismo de defensa es lanzar patadas a su atacante. Tomando en cuenta sus poderosas piernas, las cuales terminan en pie tipo tridáctilo; hace que el segundo dedo sea un poco más largo y finalice en una garra recta, con la cual penetra fácilmente el cuerpo de su oponente. 

## Relación con el humano
Desde la irrupción del hombre en la zona meridional de Sudamérica, el ñandú ha sido una de las piezas de caza preferidas, con fines alimenticios. También con el mismo fin se hace recolección de sus grandes huevos.
Los gauchos han tenido como uno de sus platos preferidos los alones de ñandú asados. También se los caza (y actualmente se crían) por sus plumas y su piel; por ejemplo, la piel del cogote de ñandú se suele utilizar para confeccionar artesanales estuches, billeteras, etc.
También posee diferentes significados en varias cosmovisiones de grupos indígenas del sur de Sudamérica (charrúas, guaraníes, pampas), que veían su huella en los cielos nocturnos en lo que los españoles convirtieron en la Cruz del sur.

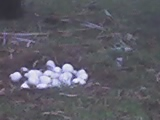
Nido con huevos de ñandú.

## Usos del ñandú

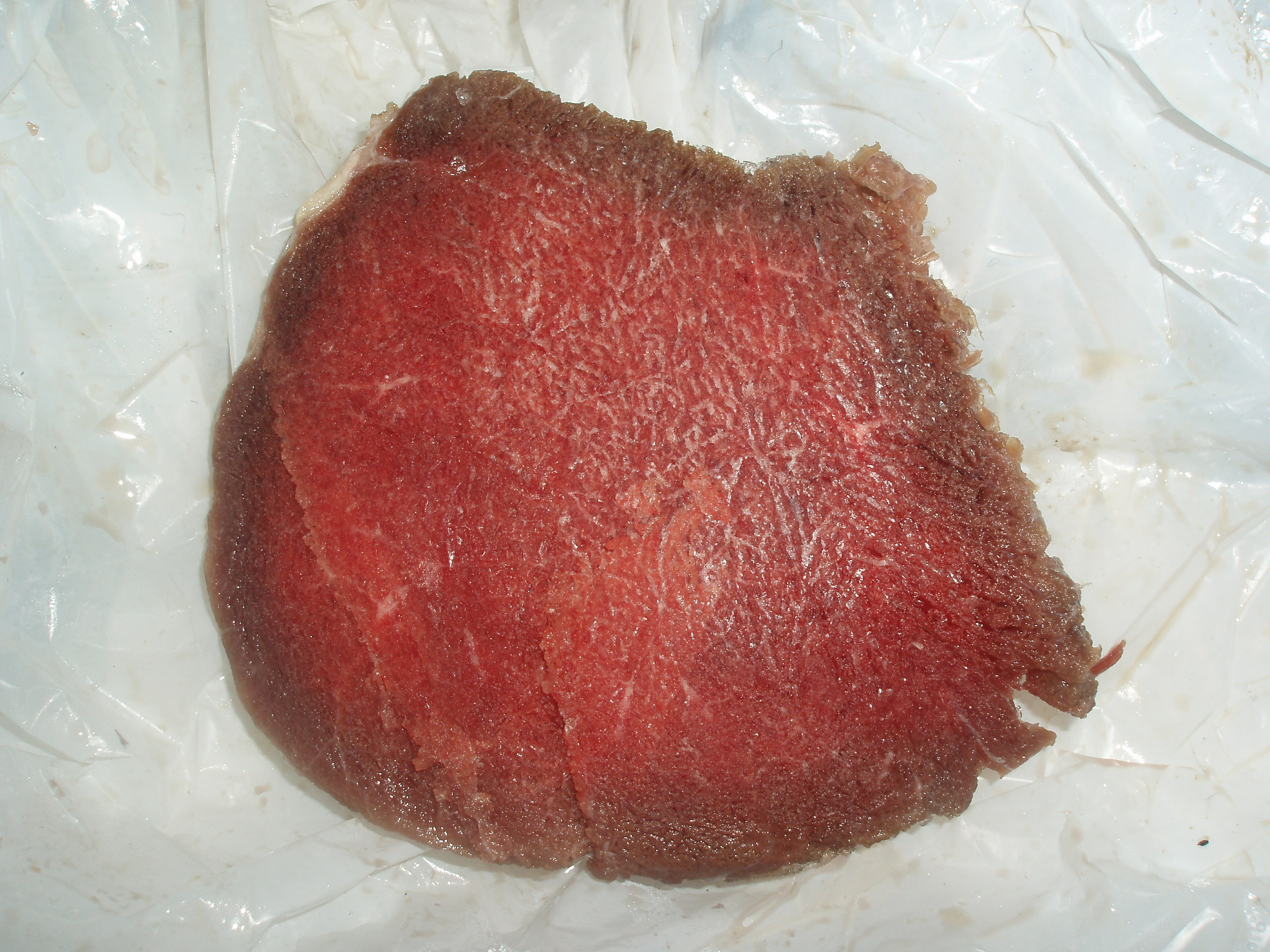
Carne de ñandú.

Los diferentes usos de las partes del ñandú son:
- Carne: su carne es roja, con bajos niveles de colesterol, rica en Omega 3, y de bajas calorías. El hígado y el corazón se utilizan en preparaciones o paté.
- Cuero: utilizado en marroquinería fina y vestimenta, incluyendo el escamado cuero de sus patas. Resiste muy bien la humedad y el agrietamiento.
- Plumas: como se cargan electrostáticamente con facilidad, atraen fácilmente el polvo, siendo así muy útiles para la confección de plumeros. En el Brasil son muy utilizadas para confeccionar los trajes para el carnaval. Su rendimiento es de unos 300 a 350 g por animal.
- Huevos: los infértiles son utilizados en artesanías.
- Aceites: se sabe que poseen características y parámetros de calidad que cumplen los requeridos internacionalmente a los que se utilizan en la cosmética.

## Crianza del ñandú
Esta especie se cría en América del Norte y Europa de manera similar al emú común y el avestruz. Los principales productos son la carne y huevos, pero el aceite de ñandú se usa para cosméticos y jabones y el cuero de ñandú se comercializa.

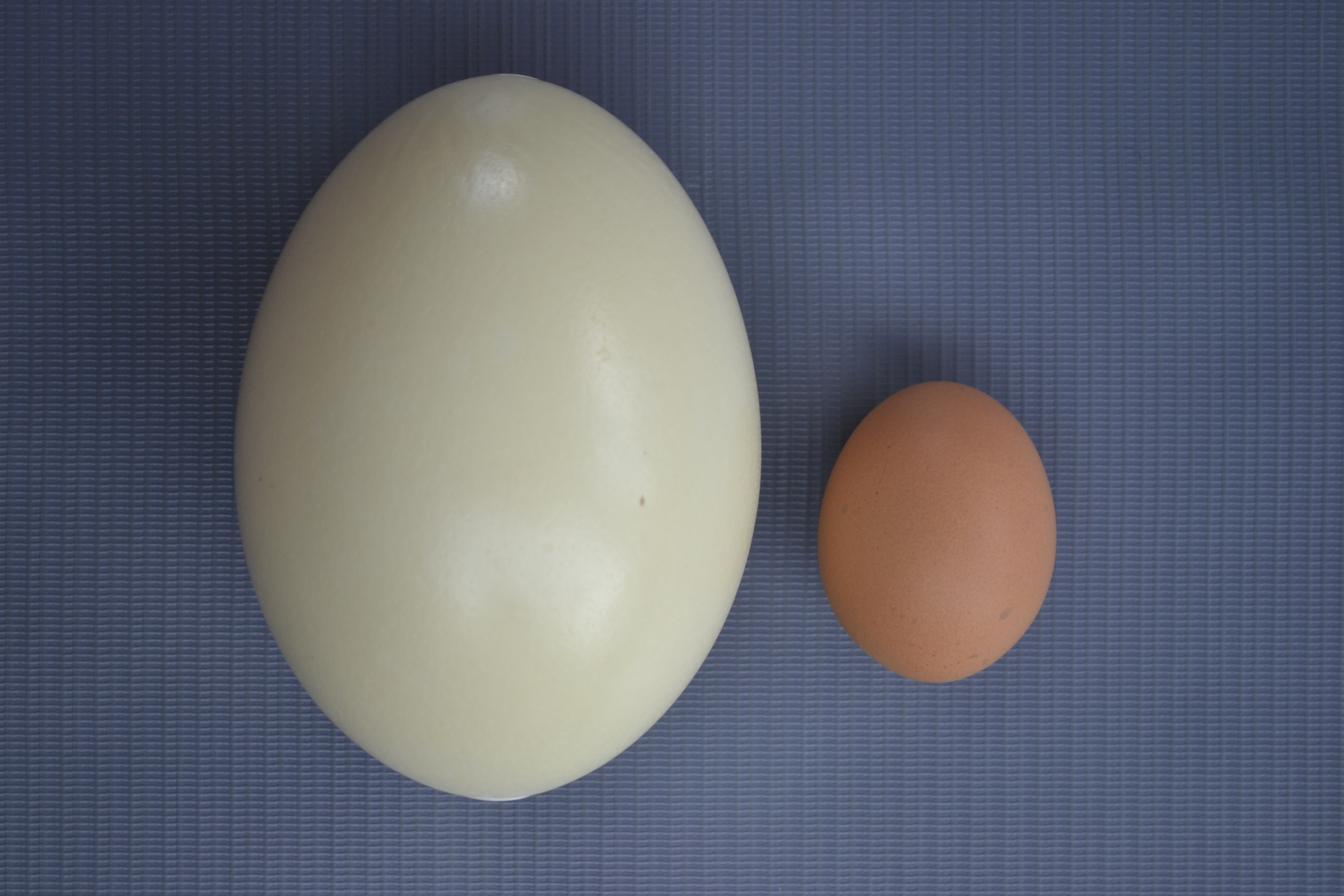
Tamaños comparativos del huevo de ñandú y el huevo de gallina